# 单元过程
化工单元过程也叫化工单元反应或化工單元程序，是总结各种化学工业生产过程得出的具有共同化学变化特点的基本过程，和化工单元操作不同。化工单元操作是具有共同的物理变化特点。化工单元过程和化工单元操作共同组成学习化工生产的最基本知识。
化工单元过程主要包括氧化、还原、氢化、脱氢、水解、水合、脱水、卤化、硝化、磺化、胺化、烷基化、酯化、碱溶、脱烷基、聚合、缩聚、催化等。
在化工单元过程中，反应速度起着非常重要的作用。